# Bathgate
Bathgate ist eine Stadt in Schottland in der Grafschaft West Lothian mit 20.363 Einwohnern. Das Stadtzentrum liegt etwa drei Kilometer südlich der neolithischen Grabstätte von Cairnpapple Hill; der Flughafen von Edinburgh ist etwa  21 km entfernt. Die Region von Bathgate ist seit etwa 3500 v. Chr. besiedelt. Benachbarte Städte sind Blackburn, Whitburn, Livingston, Stoneyburn und Linlithgow.

## Geschichte
Bathgate wurde erstmals im Jahr 1160 schriftlich erwähnt. 1315 zog Walter III. Stewart (6. High Stewart von Schottland) in die Burg von Bathgate, nachdem er die Ländereien als Mitgift übertragen bekam. Walter lebte bis zu seinem Tod am 9. April 1326 auf der Burg. 1606 wurde ein Silbervorkommen in der Nähe der Stadt entdeckt und eine Mine eröffnet, bis der Abbau 1613 wegen mangelhafter Qualität der Silbervorkommen eingestellt wurde.
Bis zum 19. Jahrhundert war Bathgate eine kleine Ortschaft. Die Industrialisierung wurde mit der Eröffnung einer Eisenbahnstrecke zwischen Edinburgh und Bathgate eingeleitet und der Abbau von Kohle, Kalk und Erz in naheliegenden Bergwerken und Steinbrüchen wurde aufgenommen. 1852 eröffnete mit den Bathgate Chemical Works eine große Chemiefabrik. Mitte des 20. Jahrhunderts schlossen infolge der Stahlkrise die meisten Montanindustriebetriebe und die Stadt wurde ein Teil der „Special Development Area“, einem Strukturförderungsgebiet, dass durch die britische Regierung initiiert wurde. 1961 baute die British Motor Company ein neues LKW- und Traktorenwerk in Bathgate, das schon 1986 wieder schließen musste. 
Das erste Fossil von Westlothiana, eines primitiven Landwirbeltiers aus dem Unterkarbon, wurde 1987 in einem Steinbruch nahe Bathgate gefunden. Es wird heute im Museum of Scotland ausgestellt.

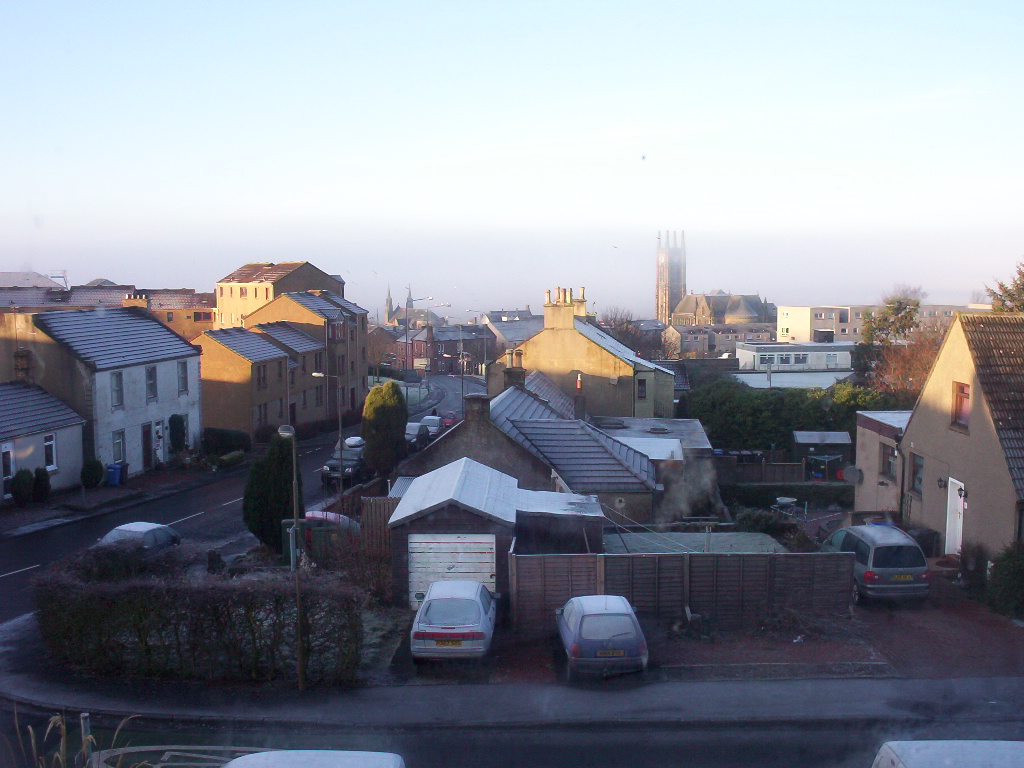
Bathgate im Winter 2005
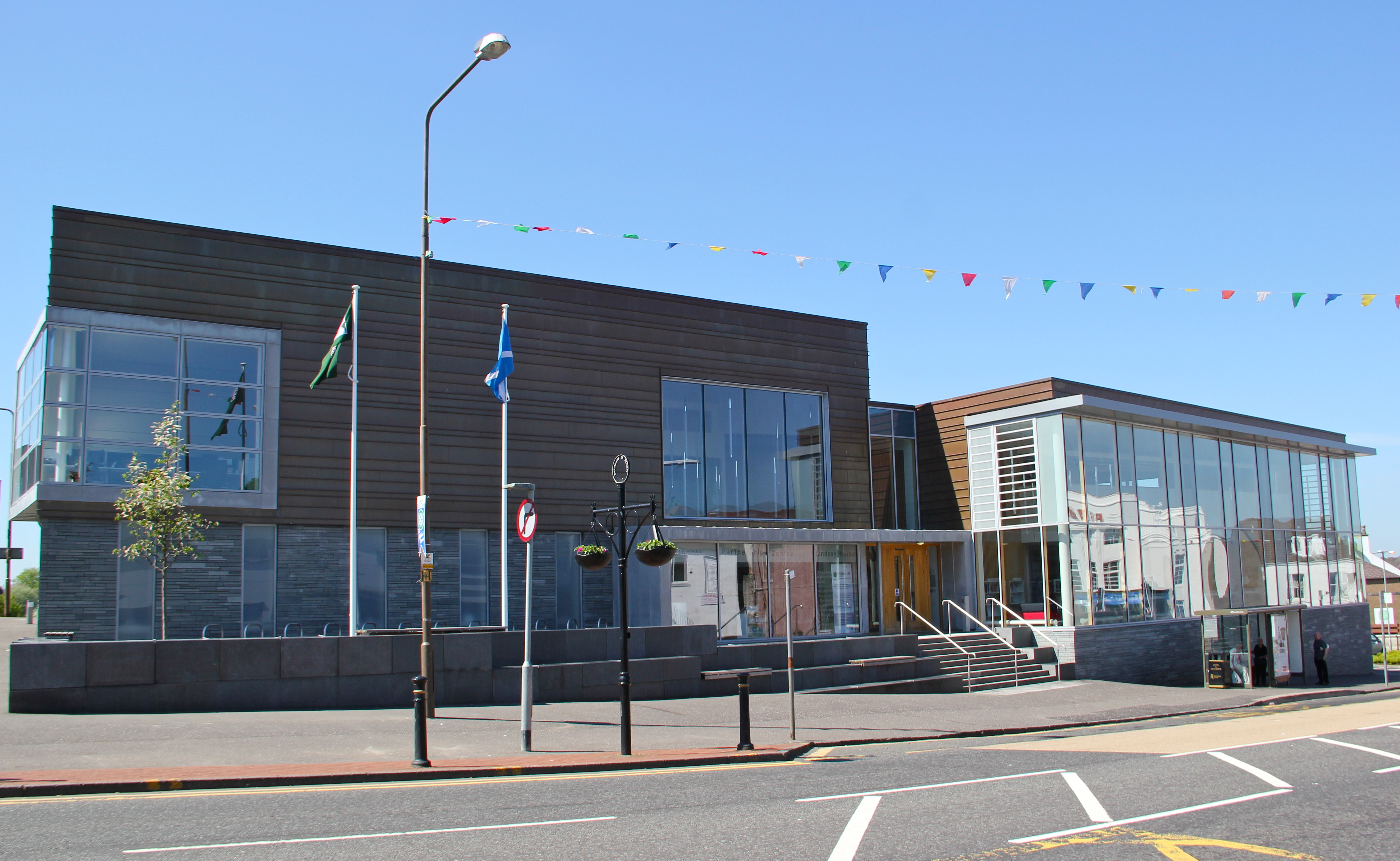
Bathgate Partnership Zentrum - Lindsay House
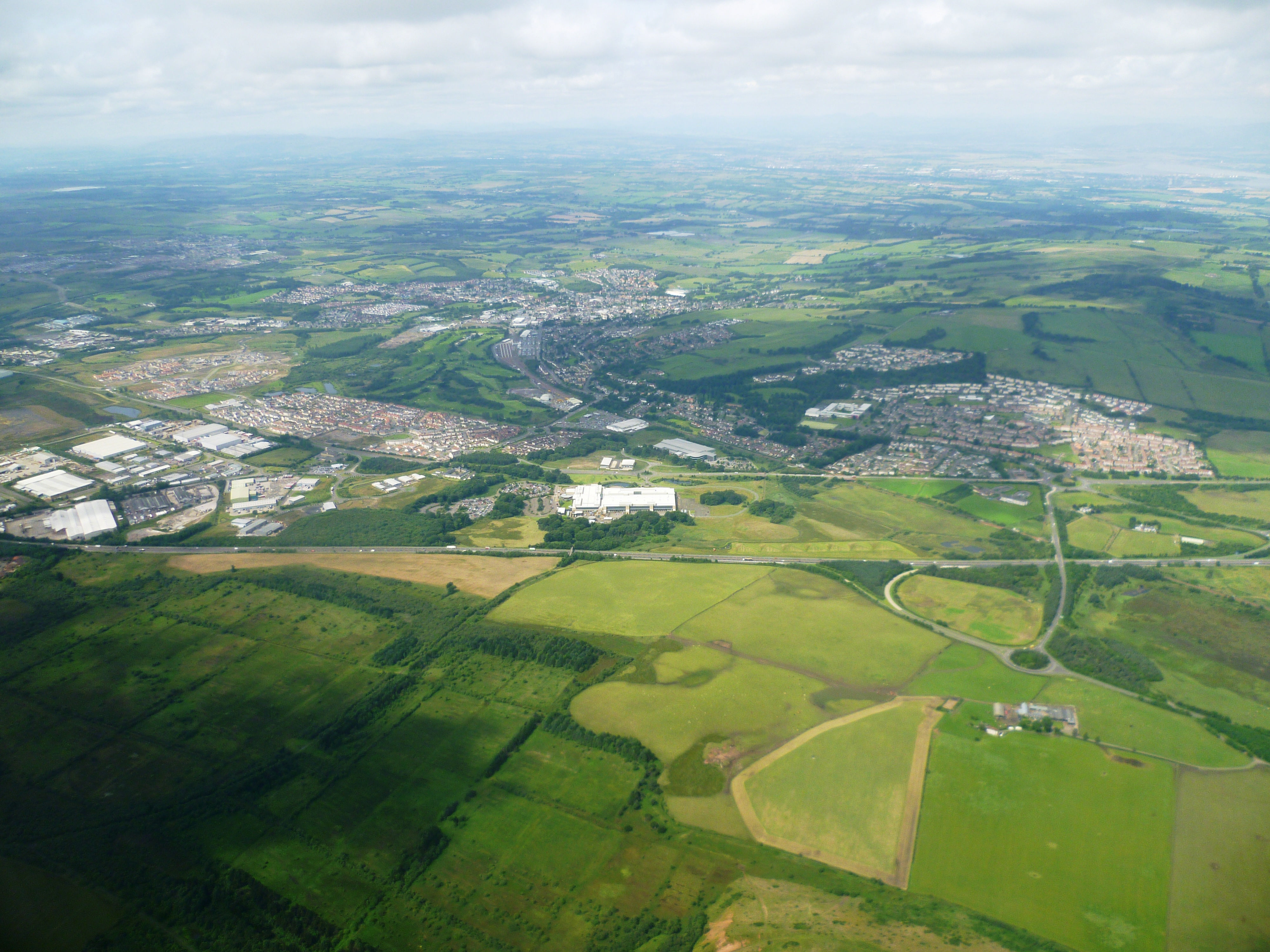
Luftbild

## Söhne und Töchter der Stadt
- James Young Simpson (1811–1870), Arzt
- Billy Wolfe (1924–2010), Politiker, Vorsitzender der Scottish National Party
- Vincent Logan (1941–2021), römisch-katholischer Geistlicher, Bischof von Dunkeld
- David Tennant (* 1971), Schauspieler
- Marino Franchitti (* 1978), Autorennfahrer
- Fern Brady (* 1984), Komikerin
- Lewis Capaldi (* 1996), Musiker